# 2022–2023-as magyar női vízilabdakupa
A 2022–2023-as magyar női vízilabdakupa, szponzorált nevén az BENU-Magyar Kupa, a huszonharmadik kiírás volt a versenysorozat történetében. A kupára tizenegy csapat nevezett. A győzelmet a Ferencvárosi TC szerezte meg.

## Eredmények

### Selejtező
október 7–8.
A csoport (III. kerületi TVE uszoda)
| Hely. | Csapat            | M | Gy | D | V | G+ | G– | Gk  | P | Továbbjutás vagy kiesés      |      | EGER | KER   | GYŐR | POLO  |
| ----- | ----------------- | - | -- | - | - | -- | -- | --- | - | ---------------------------- | ---- | ---- | ----- | ---- | ----- |
| 1.    | Egri VK           | 3 | 3  | 0 | 0 | 49 | 23 | +26 | 9 | Továbbjutott a negyeddöntőbe |      | —    | 14–9  | 13–8 | 22–6  |
| 2.    | III. kerületi TVE | 3 | 2  | 0 | 1 | 38 | 27 | +11 | 6 | Továbbjutott a negyeddöntőbe |      | 9–14 | —     | 10–6 | 19–7  |
| 3.    | Győri VSE         | 3 | 1  | 0 | 2 | 30 | 33 | −3  | 3 |                              |      | 8–13 | 6–10  | —    | 16–10 |
| 4.    | Polo SC           | 3 | 0  | 0 | 3 | 23 | 57 | −34 | 0 |                              | 6–22 | 7–19 | 10–16 | —    |       |

B csoport (Szentes)
| Hely. | Csapat         | M | Gy | D | V | G+ | G– | Gk  | P | Továbbjutás vagy kiesés      |  | SZEN | SZEG | TVSE |
| ----- | -------------- | - | -- | - | - | -- | -- | --- | - | ---------------------------- |  | ---- | ---- | ---- |
| 1.    | Szentesi VK    | 2 | 2  | 0 | 0 | 27 | 12 | +15 | 6 | Továbbjutott a negyeddöntőbe |  | —    | 15–9 | 12–3 |
| 2.    | Szegedi NVE    | 2 | 1  | 0 | 1 | 19 | 20 | −1  | 3 | Továbbjutott a negyeddöntőbe |  | 9–15 | —    | 10–5 |
| 3.    | Tatabányai VSE | 2 | 0  | 0 | 2 | 8  | 22 | −14 | 0 |                              |  | 3–12 | 5–10 | —    |

### Negyeddöntő
november 11–12.
| 1. csapat             | Össz. | 2. csapat         | 1. mérk. | 2. mérk. |
| --------------------- | ----- | ----------------- | -------- | -------- |
| Dunaújvárosi Főiskola | 15–21 | Ferencváros       | 8–8      | 7–13     |
| Szegedi NVE           | 13–44 | Egri VK           | 9–21     | 4–23     |
| UVSE                  | 27–14 | Szentesi VK       | 10–5     | 17–9     |
| BVSC-Zugló            | 15–16 | III. kerületi TVE | 7–5      | 8–11     |

### Elődöntő
december 16., Komjádi uszoda
| 1. csapat         | Eredmény | 2. csapat |
| ----------------- | -------- | --------- |
| Ferencváros       | 12–10    | Egri VK   |
| III. kerületi TVE | 5–14     | UVSE      |

### Döntő
| 2022. december 17. 19:00 | Ferencváros                                              | 9–5         | UVSE                               | Komjádi uszoda Nézőszám: 800 Játékvezetők: Kun György Kollár György |
| 2022. december 17. 19:00 | (2–1, 2–2, 4–1, 1–1)                                     |             |                                    | Komjádi uszoda Nézőszám: 800 Játékvezetők: Kun György Kollár György |
| 2022. december 17. 19:00 | Pőcze 2 Farkas T. 2 Leimeter 2 Dömsödi 1 Csabai 1 Máté 1 | Jegyzőkönyv | Szegedi 2 Faragó 1 Szücs 1 Hajdú 1 | Komjádi uszoda Nézőszám: 800 Játékvezetők: Kun György Kollár György |

A Ferencváros kupagyőztes csapatának tagjai: Baksa Borbála, Csabai Dóra, Dömsödi Dalma, Farkas Tamara, Fráter Lili, Gurisatti Gréta, Gresó Luca, Illés Anna, Kuna Szonja, Leimeter Dóra, Máté Zsuzsanna, Estelle Millot, Neszmély Boglárka, Petik Panna, Pőcze Panna, Belén Vosseberg, vezetőedző: Gerendás György